# Maule M-7

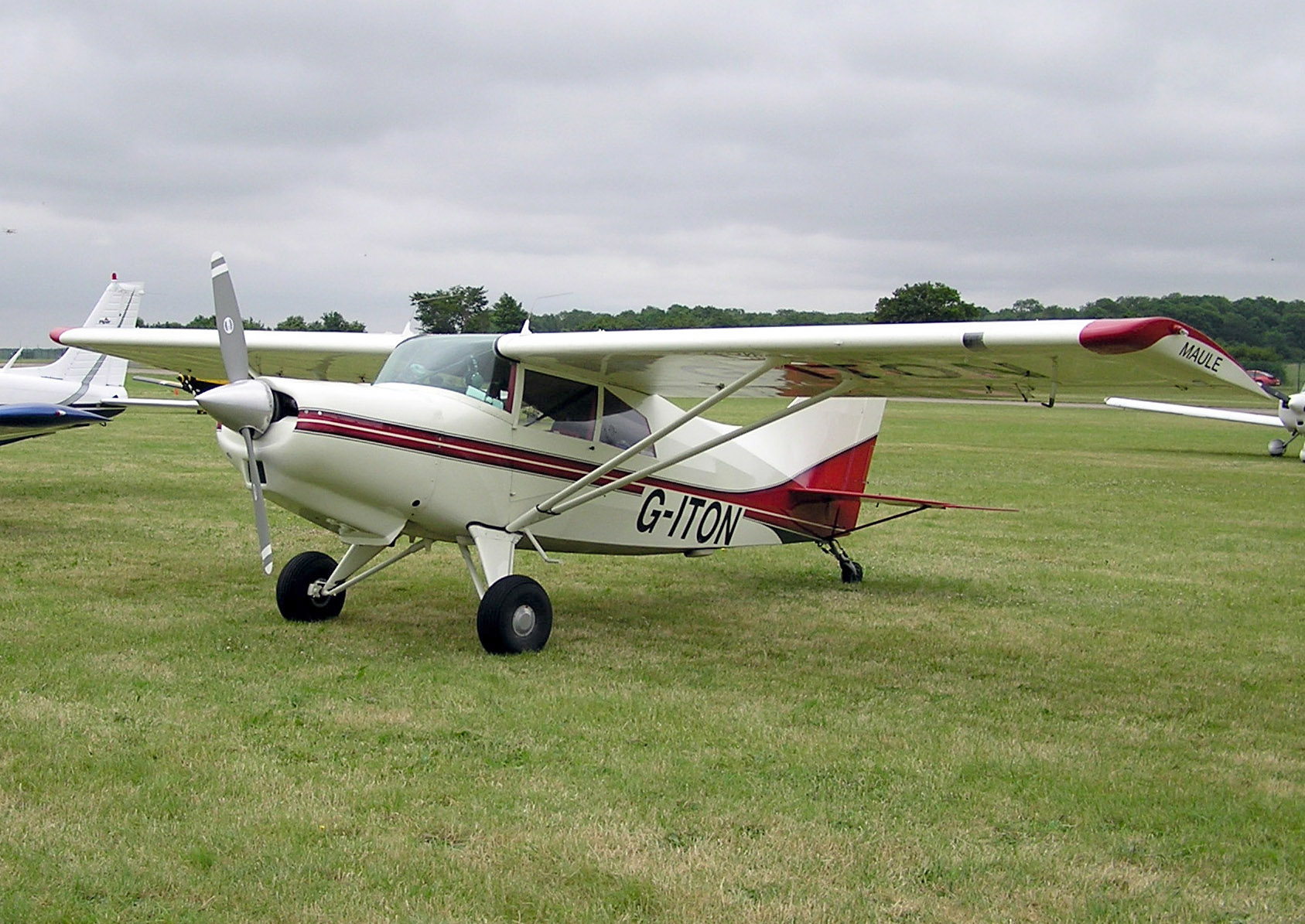
Maule M-7-235 en el Aeródromo de Kemble, Inglaterra

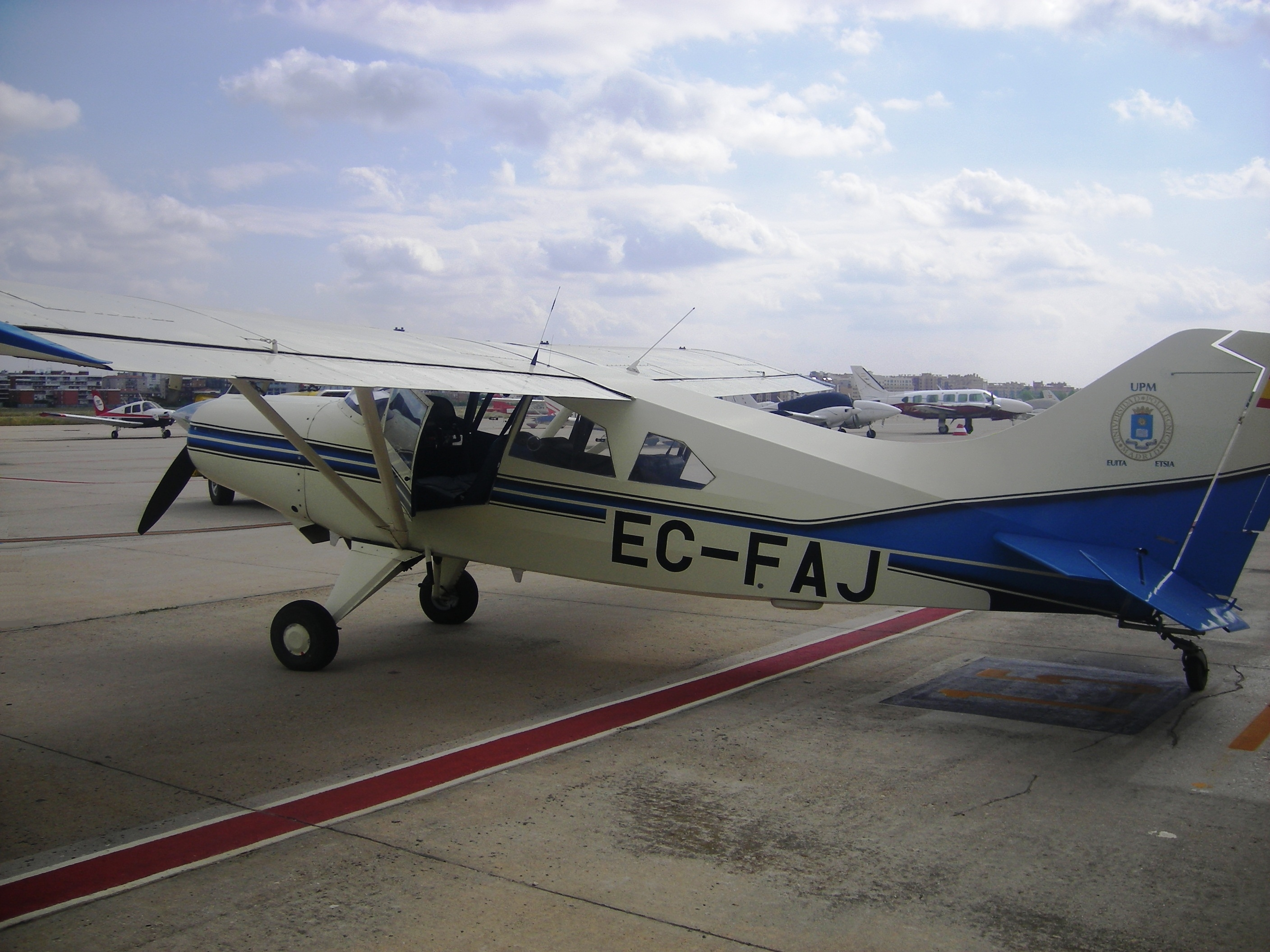
Maule MX-7-180 de la Universidad Politécnica de Madrid en el Aeropuerto de Madrid-Cuatro Vientos.

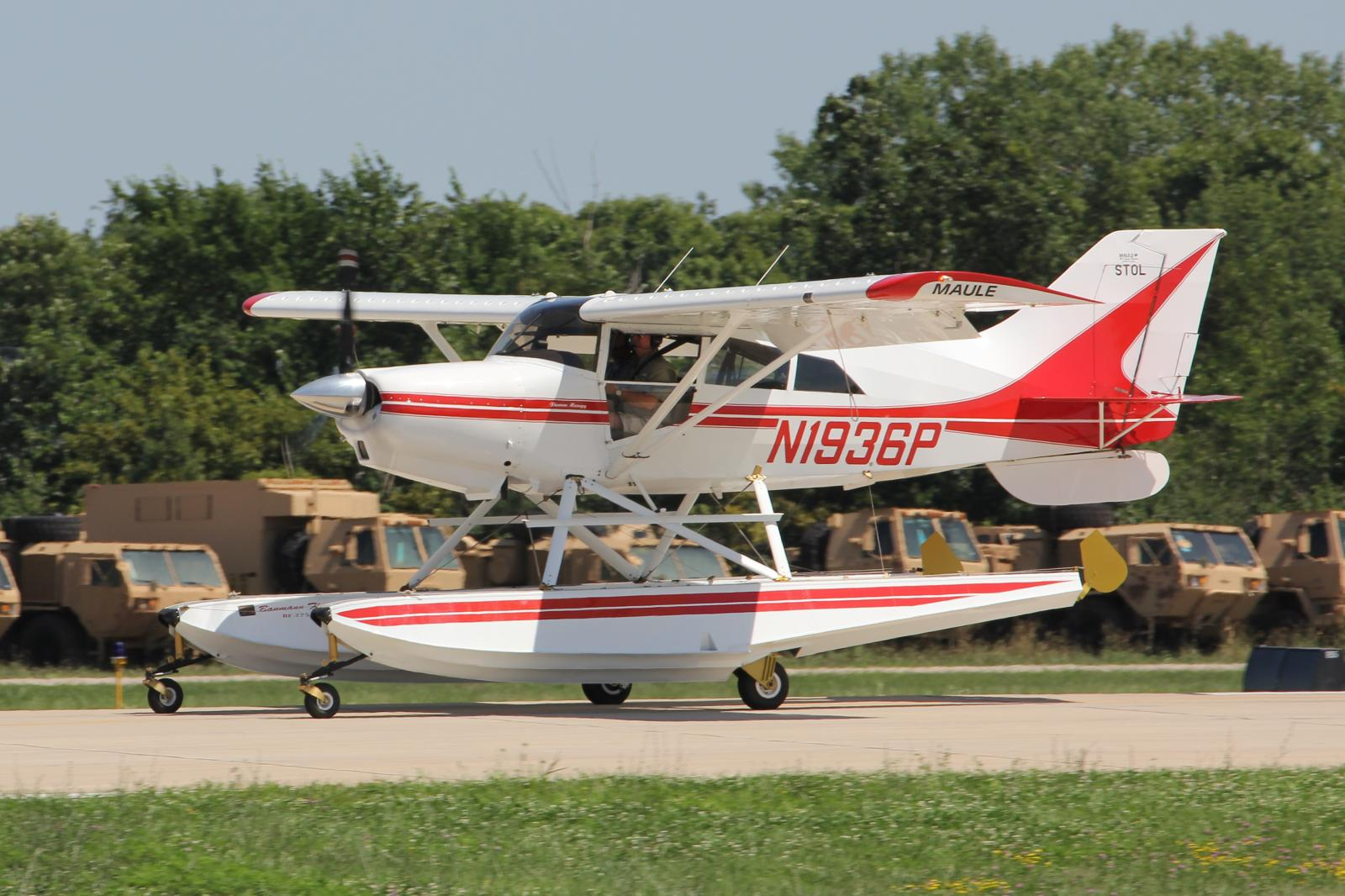
Maule M-7-235C con flotadores anfibios durante el Air Venture 2011 en el Aeropuerto Regional Wittman

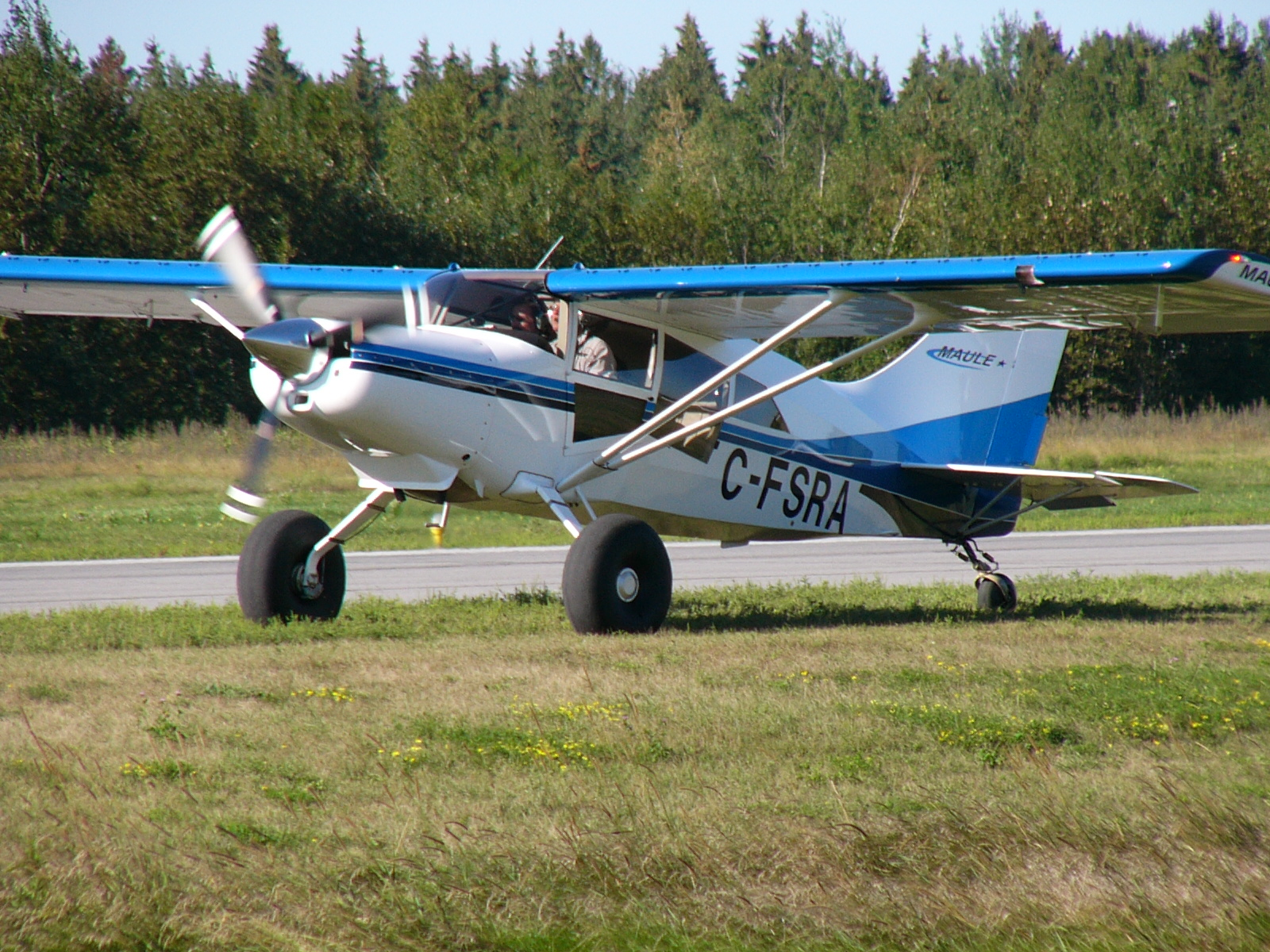
M-7-235C en el Aeropuerto de Carp, Ontario

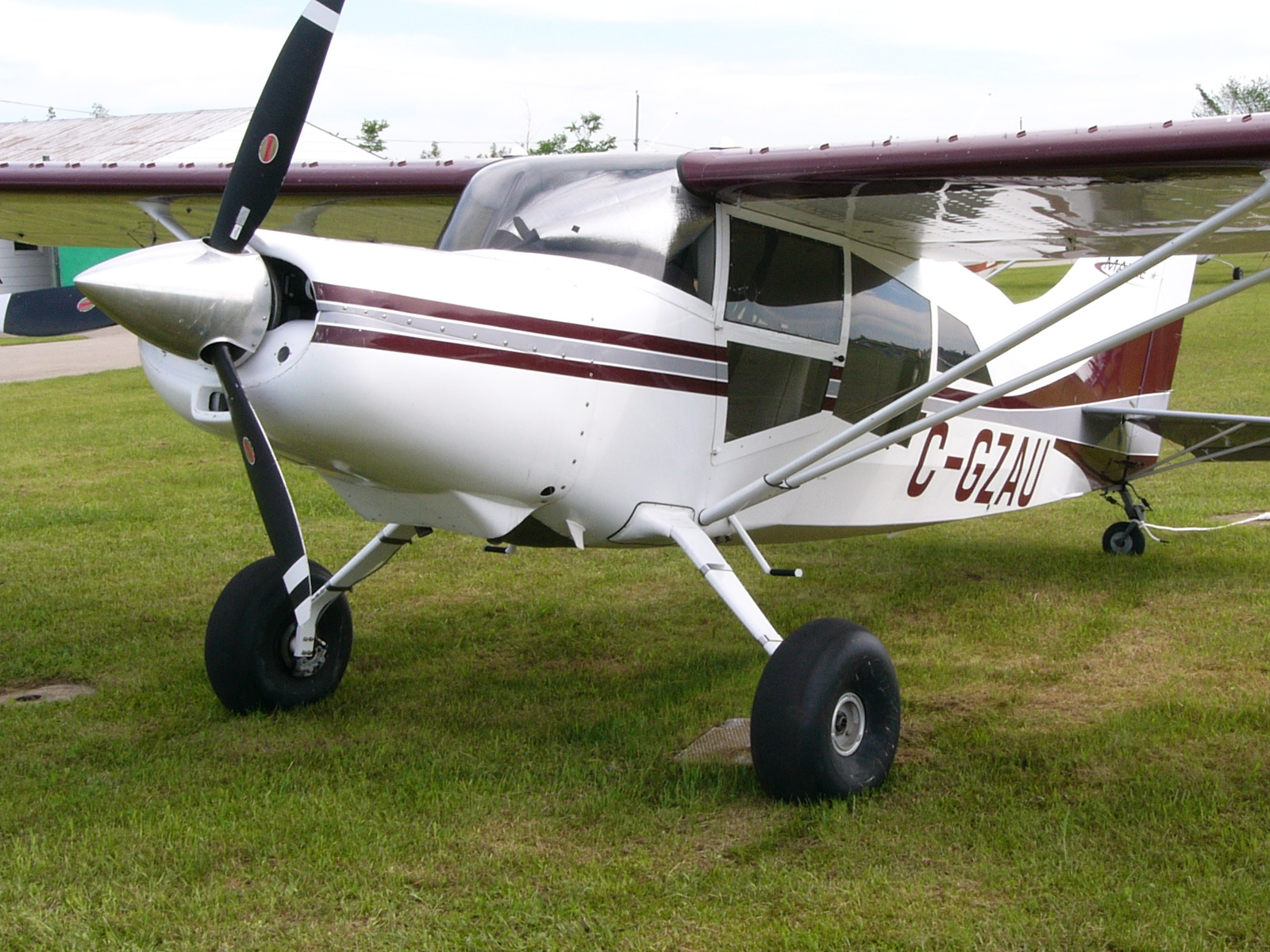
M-7-260C Orion en el Aeropuerto de Smiths Falls-Montague, Ontario

El Maule M-7 pertenece a la familia de aviones ligeros de turismo monomotor que han sido fabricados en los Estados Unidos desde mediados de los años 1980 por Maule Air. Basada en la Maule M-4, es de ala alta monoplano, reforzada con largueros de tipo convencional, disponible tanto con tren con rueda de cola como con tren triciclo, o como hidroavión con dos flotadores.

## Diseño
El M-7 básico tiene una cabina más larga que sus predecesores Maule M5 y Maule M6, con dos asientos adelante, un asiento de banco para tres pasajeros detrás de ellos y una tercera fila opcional de "asientos kiddie" En la parte trasera como el M6. El MX-7 utiliza el mismo fuselaje que el M-6, que es un fuselaje de Maule M5 modificado que incluye la misma envergadura del Maule M5 pero incorpora un mayor tanque de combustible, alas tipo "Horner" y flaps de 5 posiciones.

## Variantes

### Serie M-7
- M-7-235 / 235 B Super Rocket / 235 C Orion / 260 / 260C

Versiones similares al M-6-235 con motor  Lycoming O-540
- M-7-420 / M-T-7-260

Similar al anterior pero con motor Allison 250 y con tren de aterrizaje de triciclo.

### Serie MX-7
- MX-7 Rocket / MX-7-160 Sportplane / MXT-7-160 Comet

Versiones con fuselaje de M-6, alas de M-5 y motor Lycoming O-320, La versión Comet incluye tren de aterrizaje de triciclo.
- MX-7-180 Star Rocket / MX-7-180A Sportplane and Comet / MX-7-180B Star Rocket / MX-7-180C Millennium / MXT-7-180 Star Rocket

versiones con cabina alargada y tercera fila opcional de asientos con ventanas con motor Lycoming O-320. La versión MX-T-7 incluye tren de aterrizaje de triciclo.
- MX-7-250 Starcraft / MX-7-420 Starcraft Turboprop

Versiones con motor Allison 250

## Especificaciones (M-7-235)
Características generales
- tripulación: 1 piloto
- Capacidad: 4 pasajeros
- Longitud: 7.16 m (23 ft 6 in)
- Envergadura: 10.21 m (33 ft 6 in)
- Altura: 1.89 m (6 ft 3 in)
- Peso vacío: 681 kg (1500 lb)
- Peso bruto: 1134 kg (2500 lb)
- Planta motriz: 1 × Lycoming IO-540-W, 235 hp (175 kW)

Rendimiento
- Velocidad crucero: 143 kt (265 km/h, 164 mph)
- Alcance: 869 NM (1,610 km, 1,001 mi)